# 布拉德洛山麓布雷佐瓦

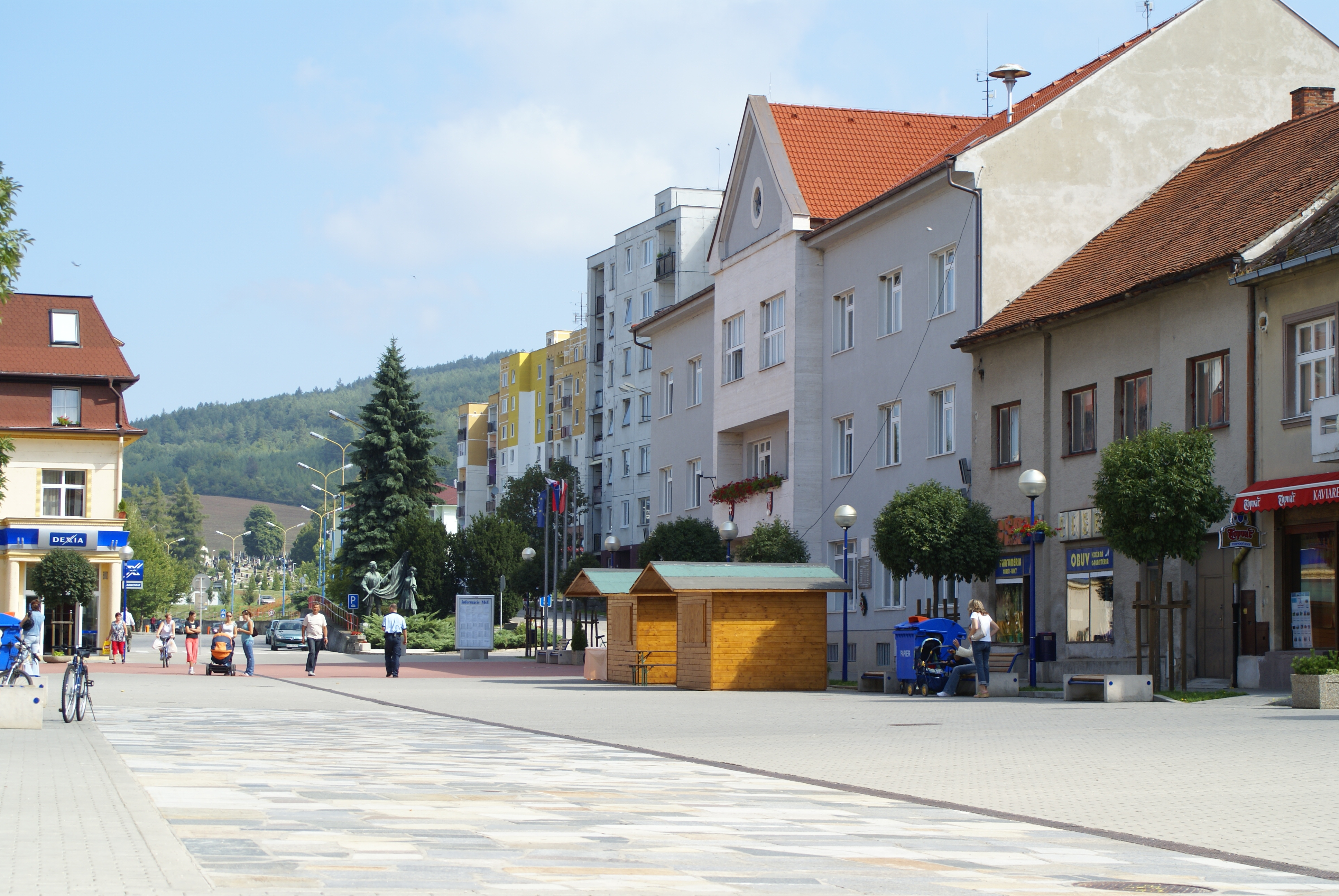

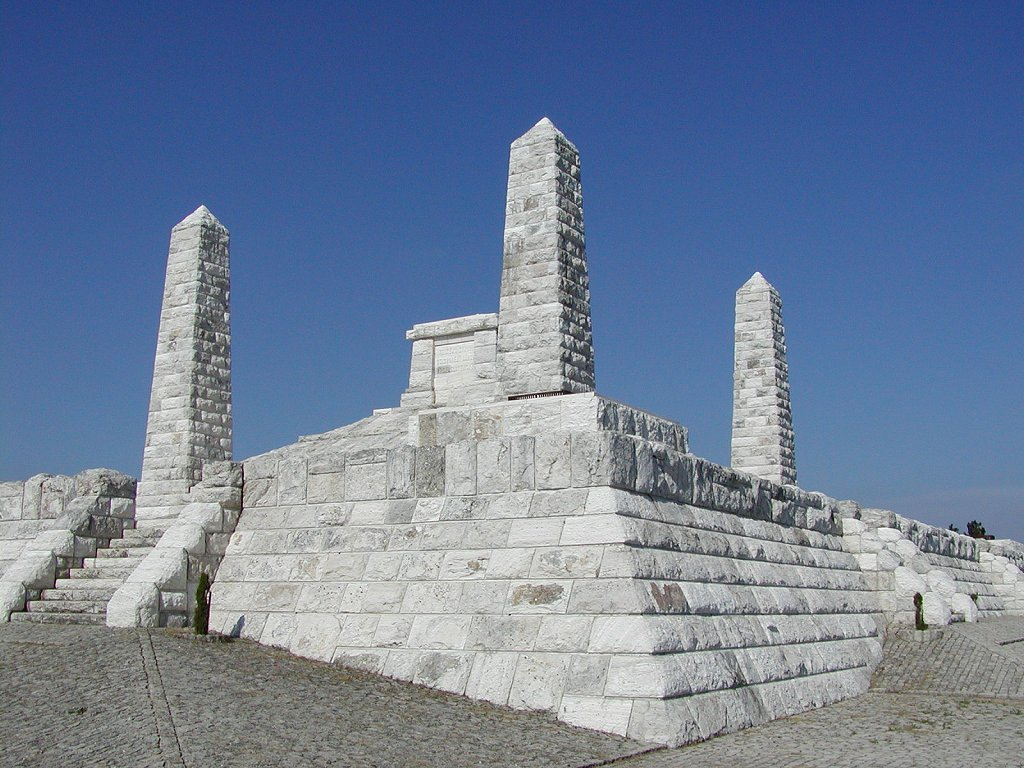

布拉德洛山麓布雷佐瓦是斯洛伐克特倫欽州的城鎮，位於該國西部，布拉德洛山（Bradlo）山麓，距離首府米亞瓦12公里，面積41.08平方公里，海拔高度278米，2005年人口5,447。

## 外部連結
- Town website （页面存档备份，存于）